# Costaticella cuspidata
Costaticella cuspidata är en mossdjursart som först beskrevs av Levinsen 1909.  Costaticella cuspidata ingår i släktet Costaticella och familjen Catenicellidae. Inga underarter finns listade i Catalogue of Life.